# أزمة النظام القديم
أزمة النظام القديم هي منعطف من التغيرات التي نشأت في أوروبا الغربية، في فترة بلغت حوالي المائة سنة منذ نشر الموسوعة عام 1751 وحتى الربيع الأوروبي (ثورات عام 1848).

## تصنيف
تعتبر هذه الأزمة أزمة عامة وعلمانية؛ لأنه بالرغم من عدم اقتران اسمها بأحد القرون (مثل أزمة القرن الثالث أو القرن الرابع عشر)، كان لعامة نتائجها الأثر الواضح على الحضارة الغربية برمتها.
ها وقد أضاف واقع تحديدها مع العمليات الثورية الثلاث العظيمة (الثورة البرجوازية، الثورة الليبرالية، الثورة الصناعية) شيء من الصعوبة من حيث تصنيفها كأزمة؛ لأنه يتوجب على الثورات بأن تكون بمثابة عملية من التغيير السريع، في حين أن الثورات المذكورة سابقاً تعاني من التغييرات ذات النتائج بعيدة الأمد. وقد أطلق إريك هوبسباوم اسم «عصر الثورة» على هذه الفترة. ها وقد عاش المعاصرون سقوط النظام القديم بوعي كامل، وهم من أسموه بهذا الاسم في تلك الفترة.

## توسع
استُخدم مصطلح الحكم الأترافي بشكل مقيَد؛ حيث تقتصر إمكانية تطبيقه فقط في فرنسا، وتمتد إلى الدول القومية، التي تُطبِق النظام الملكي الاستبدادي أو المطلق خلال العصر الحديث، مثل إسبانيا والبرتغال، أما إنجلترا وهولندا فكانتا ذو حكم ملكي برلماني.
وكانت أوروبا الشرقية محتلة من قبل إمبراطوريات ذو خصائص مختلفة تماماً، مثل: النمسا، روسيا، تركيا، وبروسيا الناشئة. ومع ذلك فإن الآثار المترتبة على أزمة النظام القديم تؤثر على كافة الدول بشكل حاسم، مثل الكثير من دول العالم أو على الأقل في قارة أخرى كأمريكا. وفي حالة أوروبا الوسطى والشرقية، امتدت التغيرات في ذلك الوقت حتى الحرب العالمية الأولى (1914-1918).

## المسببات
يمثل أزمة الحكم الأترافي كلاً من الآتي:
- الواقعة الأخيرة في التحول من الإقطاعية إلى الرأسمالية، مع انتصار الرأسمالية كوسيلة إنتاج.
- تسوية البرجوازية كطبقة مهيمنة جديدة.
- الدولة الليبرالية بأنها نظام سياسي جديد.
- الليبرالية السياسية والاقتصادية كإيديولوجيا جديدة سائدة.

كما أنها تشير إلى الأحداث الأكثر طولاً:
- تسارع التغيرات الديموغرافية والحضرية.
- بروز البروليتاريا الصناعية كفئة جديدة معاكسة للبرجوازية، حيث بدأت الصراعات الاجتماعية التي عرفت بما يسمى الحركة العمالية.

وبشكل ملحوظ في عالم الأفكار والمعتقدات:
- فصل الدين عن الدولة وبدأعملية العلمنة.
- انتصار الحركة الكلاسيكية الحديثة والرومانسية والواقعية في مجال الفن والأدب.
- اتصال كلاً من العلوم والتكنولوجيا مع الطلب الاجتماعي على التصنيع الذي تنمو إمكاناته بإطراد.

يحدد النظام القديم بثلاثة عناصر

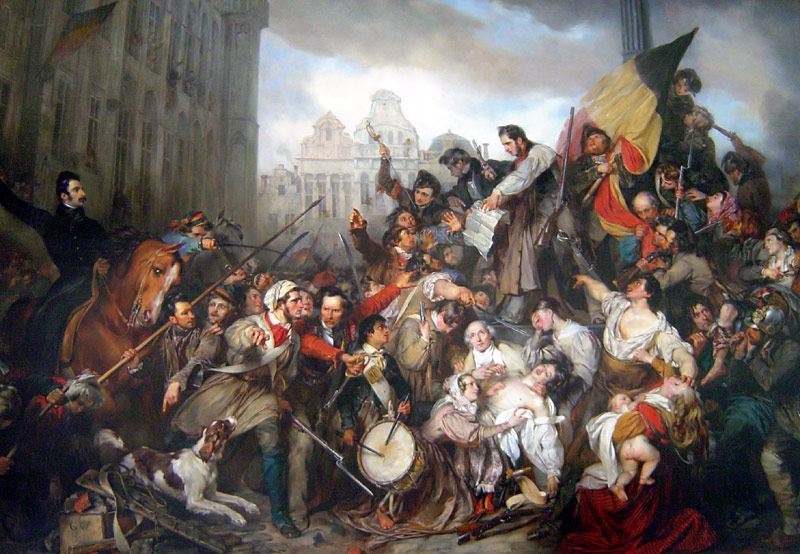
الثورة البلجيكية 1830. بريشة وابرز، 1834.

1- منظمة سياسية تقوم على السلطة المطلقة للملك، وترتكز على المبادئ التالية:
- السيادة وهي القدرة على إتخاذ القرارات في الشؤوون السياسية، وتؤول فقط إلى الملك المُسمى بصاحب السيادة.
- اعتبار الدولة كإرث وملكية للملك، ونطاقها يعتبر مكتسباً بطريقة شرعية من خلال حق الفتح، وتنتقل عن طريق الوراثة.
- السلطة المطلقة للملك والتي تعتبر بأنها فوق القانون، وتتركز في يده ثلاث سلطات: التنفيذية والتشريعية والقضائية.
- اعتماد الإدارة الإقليمية على النظام الإقطاعي، ولهذا بقيت بعض الأجزاء التابعة للسلطة العامة، مثل: (تحصيل الضرائب، التجنيد، وتطبيق العدالة المحلية) في يد مجموعات معينة كالنبلاء ورجال الدين.

2- منظمة اجتماعية طبقية، وينقسم المجتمع فيها إلى سلسلة طبقات يمكن الوصول إليها منذ الولادة:
- النبلاء ورجال الدين، لديهم قوانين معينة، ولا يستطيعون اللجوء إلى التعذيب لانتزاع الاعترافات من الأشخاص.
- الدولة الثالثة تجمع الأشخاص اللذين يدعمون المملكة اقتصادياً بالعمل والضرائب.

3- نظام اقتصادي يتكيف وفقاً لاحتياجات الاقتصاد الذي يغلب عليه الطابع الزراعي.

## قائمة المراجع
- HOBSBAWM, Eric (1987). Las revoluciones burguesas. Barcelona: Labor. ISBN 84-335-2978-1.

### وصلات خارجية
- Enrique Llopis, El derrumbe del antiguo régimen, El País, 31 de enero de 2012.